# Hyde (Bedfordshire)
Pour les articles homonymes, voir Hyde.
 (novembre 2024).
Si vous disposez d'ouvrages ou d'articles de référence ou si vous connaissez des sites web de qualité traitant du thème abordé ici, merci de compléter l'article en donnant les références utiles à sa vérifiabilité et en les liant à la section « Notes et références ».
Hyde est une paroisse civile du Central Bedfordshire, en Angleterre.

## Patrimoine
- Château de Someries